# Feuerwehr in Italien

Wappen der italienischen Feuerwehr

Die Feuerwehr in Italien (italienisch Vigili del Fuoco ‚Feuerwächter‘) ist telefonisch in ganz Italien über die Notrufnummern 115 oder 112 erreichbar.

## Allgemeines
In Italien bestehen 902 Feuerwehrhäuser und Feuerwachen, in denen 2.330 Löschfahrzeuge und 307 Drehleitern bzw. Teleskopmaste für Feuerwehreinsätze bereitstehen. Insgesamt sind 48.930 Personen, davon 28.870 Berufsfeuerwehrleute und 20.060 freiwillige Feuerwehrleute, im Feuerwehrwesen tätig. Der Frauenanteil beträgt drei Prozent. In den Jugendfeuerwehren sind viele Kinder und Jugendliche organisiert.

## Organisation
Der Verantwortungsbereich der Feuerwehren wird in Italien mit wenigen Ausnahmen durch nationale Gesetze geregelt. Italien besitzt eine nationale Feuerwehr, das Corpo Nazionale dei Vigili del Fuoco, welches aus hauptamtlichen und ehrenamtlichen Feuerwehrleuten besteht. Diese untersteht der Hauptabteilung für Feuerwehrwesen, Rettungswesen und Zivilverteidigung (Dipartimento dei Vigili del Fuoco, del Soccorso Pubblico e della Difesa Civile) des Innenministeriums in Rom. Die acht Abteilungen des Dipartimento leiten und organisieren alle Bereiche der italienischen Feuerwehr, die etwa 32.000 hauptamtliche Mitarbeiter hat. Auf regionaler Ebene bestehen so genannte Koordinierungsinspektorate. Wichtigstes örtliches Organ der italienischen Feuerwehr ist das Feuerwehrkommando in den jeweiligen Provinzen, das auch als Leitstelle fungiert. Den Provinzkommandos unterstehen die Feuerwachen, von denen in den letzten Jahren vor allem in Norditalien immer mehr in die Verantwortung freiwilliger Feuerwehrleute gegeben wurden. Freiwillige Feuerwehrleute werden in Italien auch als Verstärkung bei Feuerwachen eingesetzt, die im Normalfall nur hauptamtliches Personal haben. Die Hafen- und Flughafenfeuerwehren sind Teil der nationalen Feuerwehr und unterstehen dem territorial jeweils zuständigen Provinzkommando.
Bis zum Jahr 2005 konnte der Wehrdienst bei der nationalen italienischen Feuerwehr abgeleistet werden. Nach Aussetzung der Wehrpflicht führte das italienische Amt für den Zivildienst die Möglichkeit ein, (analog zum nunmehr freiwilligen einjährigen Wehrdienst) einen freiwilligen einjährigen Zivildienst bei der Feuerwehr abzuleisten. Es gibt auch andere Formen freiwilliger Mitarbeit bei der Feuerwehr.
In verschiedenen ländlichen Gebieten Italiens ist das Netz der Feuerwachen nicht sehr engmaschig. Dort kümmerte sich lange Zeit das Corpo Forestale dello Stato (Forstbehörde) um die Prävention und die Bekämpfung von Waldbränden. Das CFS wurde 2016 weitestgehend von den Carabinieri übernommen, zu kleineren Teilen auch von der Feuerwehr. In vielen Gemeinden hat der kommunale technische Dienst (servizio tecnico comunale) ebenfalls gewisse Brandbekämpfungskapazitäten.
Die Feuerwehren in Südtirol, im Trentino und im Aostatal sind eigenständige Organisationen. Die Feuerwehr in Südtirol und im Trentino stützt sich im Gegensatz zum übrigen Italien fast ausschließlich auf Freiwillige Feuerwehren.
Interessanterweise haben einige vor 1918 gegründete Feuerwehren im Kanaltal, das damals noch zu Kärnten gehörte, bis heute die deutsche Kommandosprache bewahrt, zum Beispiel in Camporosso, Ugovizza und Valbruna.

## Ausbildung
Das Ausbildungswesen untersteht der zentralen Ausbildungsabteilung in Rom. Dort befindet sich eine höhere Feuerwehrschule, ein nationales Ausbildungszentrum und spezielle Schulen für die Ausbildung von Piloten und Tauchern sowie ein Sportzentrum. Die regionalen Inspektorate beaufsichtigen die Ausbildung auf der Ebene der Regionen und Provinzen. Ihnen unterstehen die Feuerwehrschulen in Varallo Sesia (Piemont), Dalmine (Lombardei), Bologna (Emilia-Romagna), Senigallia (Marken), Terni (Umbrien), Neapel (Kampanien), Bari (Apulien) und Lamezia Terme (Kalabrien). Die Provinzkommandos haben ebenfalls Ausbildungseinrichtungen, die zahlreiche Lehrgänge anbieten.

## Geschichte
Unmittelbar nach der Einigung Italiens gab es auf örtlicher Ebene Feuerwehrorganisationen (pompieri) unterschiedlichster Qualität. In aller Regel handelte es sich dabei um Freiwillige Feuerwehren, die auf kommunaler Ebene z. T. nach mittelalterlichem Muster eingerichtet waren. Zahlreiche Kommunen und ganze Landstriche verfügten in den 1860er Jahren über keinerlei organisierte Feuerwehr. Erst 1935 wurde durch ein Gesetz (Nr. 2472, 10. Oktober 1935) eine nationale rechtliche Grundlage für das Feuerwehrwesen geschaffen und entsprechende Dienststellen auf nationaler Ebene und in den Provinzen eingerichtet. Dabei handelte es sich um ein nationales Koordinierungsinspektorat im Innenministerium und um zunächst eigenständige Provinzfeuerwehren. Diese Feuerwehren bestanden aus Stammpersonal (Berufsfeuerwehr) und ehrenamtlichen Feuerwehrmännern (Freiwillige Feuerwehr), die in entsprechenden Listen eingetragen waren und bei Bedarf alarmiert und zum Dienst herangezogen werden konnten. Bei diesem System handelte es sich jedoch nicht um eigenständige Freiwillige Feuerwehren im landläufigen Sinn, sondern um freiwillige Verstärkungen der Berufsfeuerwehr.
1939 entstand das Corpo Nazionale dei Vigili del Fuoco, wobei auch zentrale Ausbildungseinrichtungen geschaffen wurden. Ein Gesetz vom 27. Dezember 1941 hob alle früheren Bestimmungen über die Feuerwehr auf und schuf in diesem Bereich einen völlig neuen rechtlichen Rahmen, der im Wesentlichen bis heute Bestand hat. Eine im Jahr 1950 neu geschaffene rechtliche Regelung ermöglichte es, Wehrpflichtige auf Antrag zur Feuerwehr einzuziehen, um den zunehmenden Bedürfnissen in diesem Bereich Rechnung zu tragen. Durch diese Maßnahme schuf man auch einen ausgebildeten Personalstock für Notfälle. 1961 hob man auch die letzten Zuständigkeiten der Provinzen bei der Feuerwehr auf, wodurch eine rein nationale zivile Organisation entstand. Zu den zentralen Dienststellen im Innenministerium und auf der Provinzebene kamen auch Dienststellen auf regionaler Ebene, die über besondere Einrichtungen und Einheiten verfügen, die bei Bedarf die Provinzkommandos unterstützen. Die italienische Feuerwehr stellte auch Hubschrauberstaffeln auf und beschaffte Feuerlöschboote. Die alte Feuerwehrabteilung des Innenministeriums erweiterte man ab 1970 um die Bereiche Zivilschutz (heute beim Amt des Ministerpräsidenten, Dipartimento della Protezione Civile) und Zivilverteidigung.
Die Feuerwehr bildet seit 1992 das Rückgrat des italienischen Zivilschutzes. Dabei handelt es sich nicht um einen eigenen permanenten Zivilschutzkörper, sondern um ein System, das sämtliche Zivilschutzressourcen auf der Ebene der Gemeinden, der Provinzen, der Regionen und des Staats nach dem Prinzip der Subsidiarität bündelt und bei Bedarf entsprechend zum Einsatz bringt. Auf nationaler Ebene sind neben der Feuerwehr u. a. auch die Italienische Armee, das Italienische Rote Kreuz und die Italienische Polizeien Teil des Zivilschutzsystems, in das auch zahlreiche Nichtregierungsorganisationen (NGO) mit ihren Freiwilligen eingebunden sind. Im Gegensatz zum deutschsprachigen Raum konzentriert sich das freiwillige Engagement in Italien vor allem beim Zivilschutz und weniger bei der Feuerwehr. Die freiwilligen Zivilschutzhelfer werden in der Regel von den NGOs ausgebildet (vielfach auch von der Feuerwehr) und eingesetzt, wobei die Koordinierung bei den Stellen des Zivilschutzes liegt. Insgesamt sind derzeit etwa 1,3 Mio. Freiwillige beim Zivilschutz registriert, von denen 60.000 innerhalb kürzester Zeit einsetzbar sind, weitere 300.000 innerhalb weniger Stunden.
In der Vergangenheit wurde vereinzelt vorgeschlagen, sowohl die Feuerwehr als auch das mittlerweile aufgelöste Corpo Forestale dello Stato in den Zuständigkeitsbereich der italienischen Regionen zu verlagern. Diesbezügliche Reformansätze wurden jedoch von den Angehörigen bzw. den Lobbygruppen der Feuerwehr und des CFS im Keim erstickt, weil sie ihre jeweilige “Corporate Identity” und verschiedene andere Privilegien nicht aufgeben wollen. In offiziellen Verlautbarungen gab man immer wieder an, dass eine Regionalisierung zu Verschlechterungen bzw. zu Kostensteigerungen bei der Ausbildung führen würde. Auch das Beschaffungswesen und die Logistik seien im nationalen Rahmen effizienter und kostengünstiger zu organisieren. Bei größeren Notfällen und Katastrophen sei eine nationale Organisation ebenfalls zweckmäßiger.
Im Jahr 2013 übernahm die nationale Feuerwehr die Löschflugzeuge vom Typ Canadair CL-415, die davor zum italienischen Zivilschutz gehört hatten.

## Feuerwehrverband
Der Feuerwehrverband Corpo nationale dei Vigili del Fuoco repräsentiert die italienischen Feuerwehren mit ihren nahezu 50.000 Feuerwehrangehörigen. im Weltfeuerwehrverband CTIF (Comité technique international de prévention et d’extinction du feu) seit dessen Gründung am 16. August 1900 in Paris. Darüber hinaus bestehen Verbindungen insbesondere zu europäischen Feuerwehrverbänden, wie dem Deutschen Feuerwehrverband.

## Museen
Es existieren drei Feuerwehrmuseen. Das Museum in Rom-Ostinense (Via Marmorata 15) beschäftigt sich insbesondere mit der Geschichte der Feuerwehren im Römischen Reich und in der Stadt Rom sowie mit einigen Sondereinheiten der modernen Feuerwehr (Taucher, Flieger, Höhlenrettung). Ein weiteres Museum befindet sich in Mantua. Verschiedene Feuerwachen haben kleinere Ausstellungen, von denen die in Chiavenna in der Lombardei nationale Bedeutung erlangt hat.

## Abbildungen

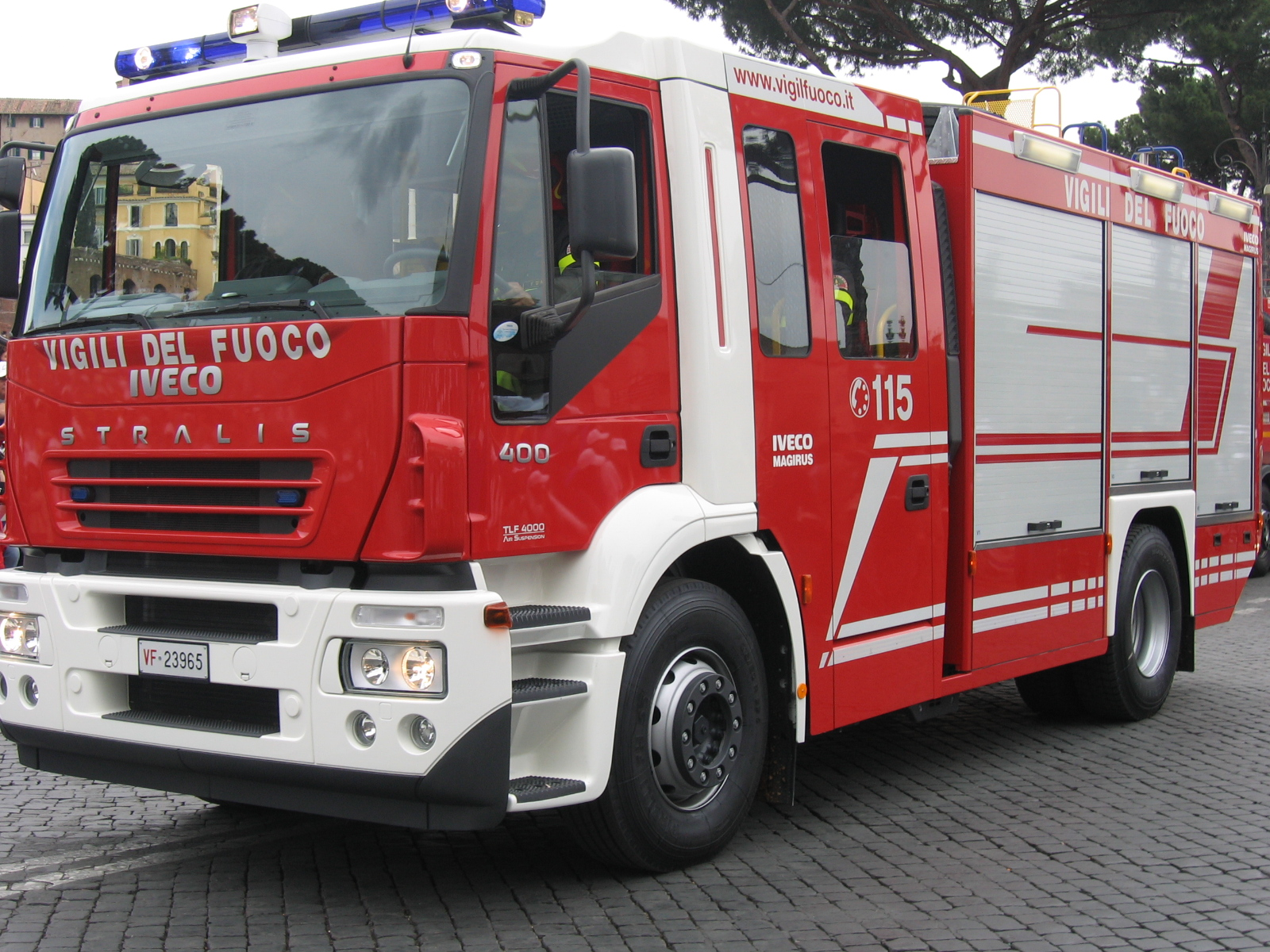
Hilfeleistungslöschfahrzeug bei der Armeeparade in Rom am 2. Juni 2006
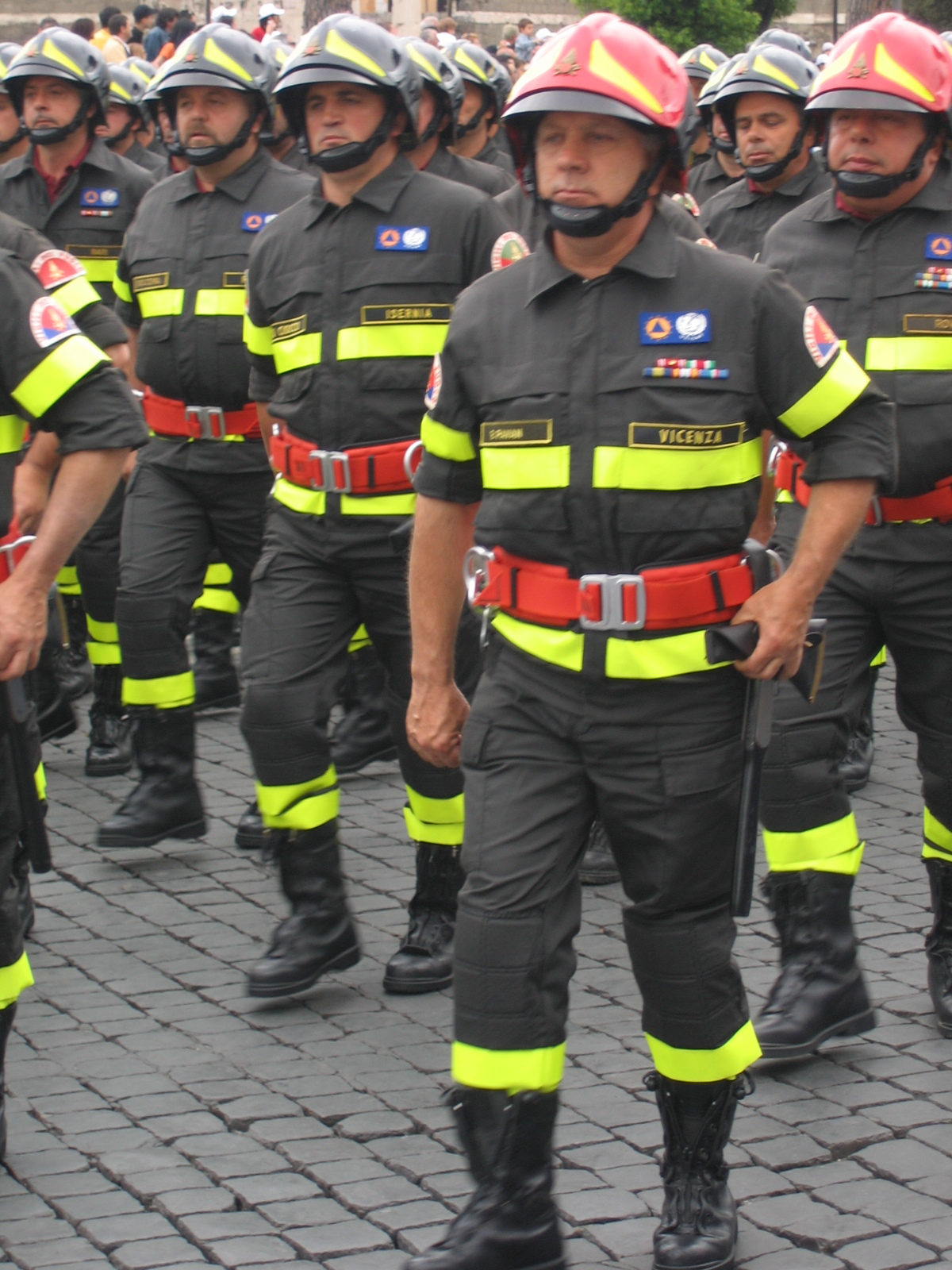
Feuerwehrmänner bei einer Parade in Rom (2006)
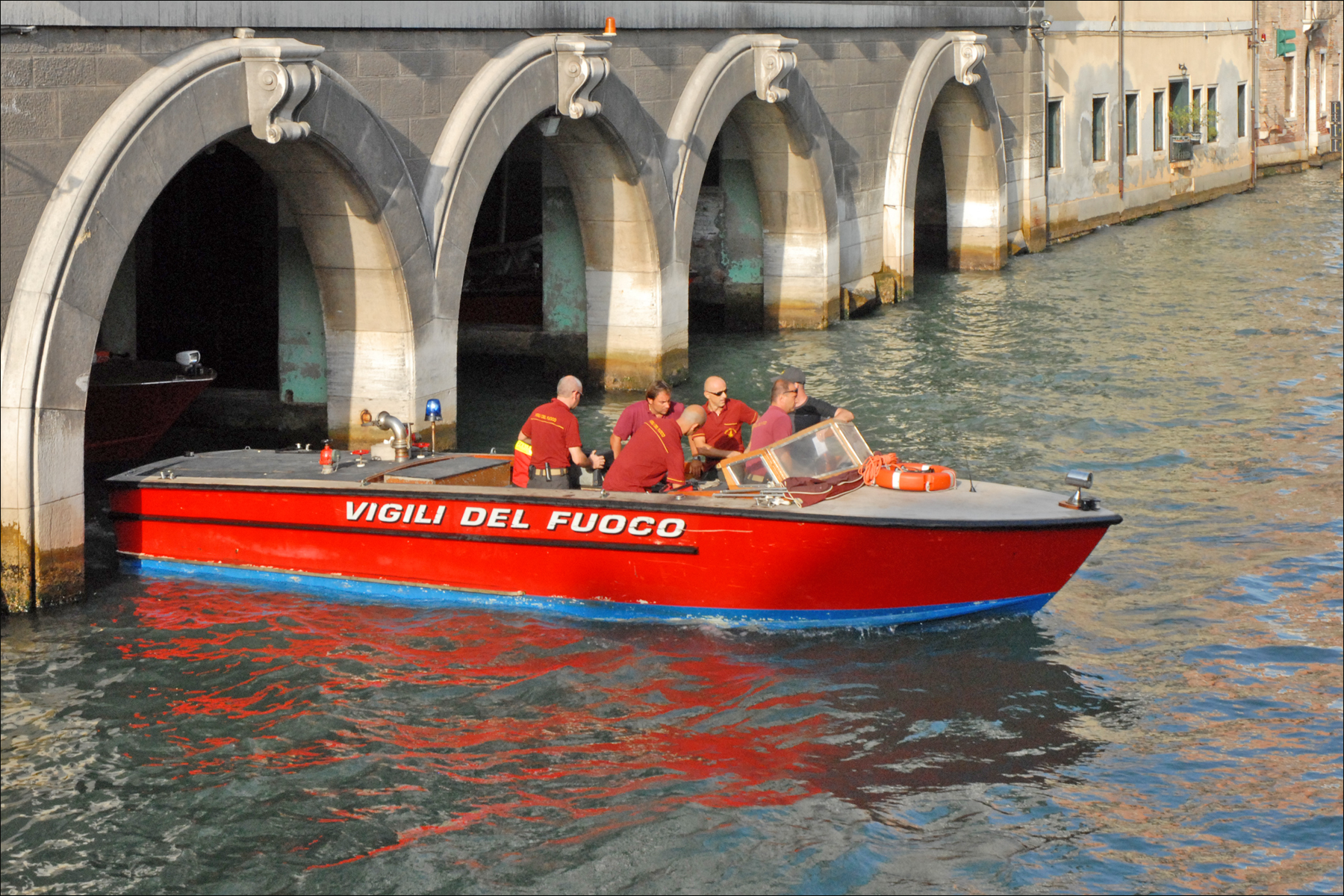
Feuerwache in Venedig
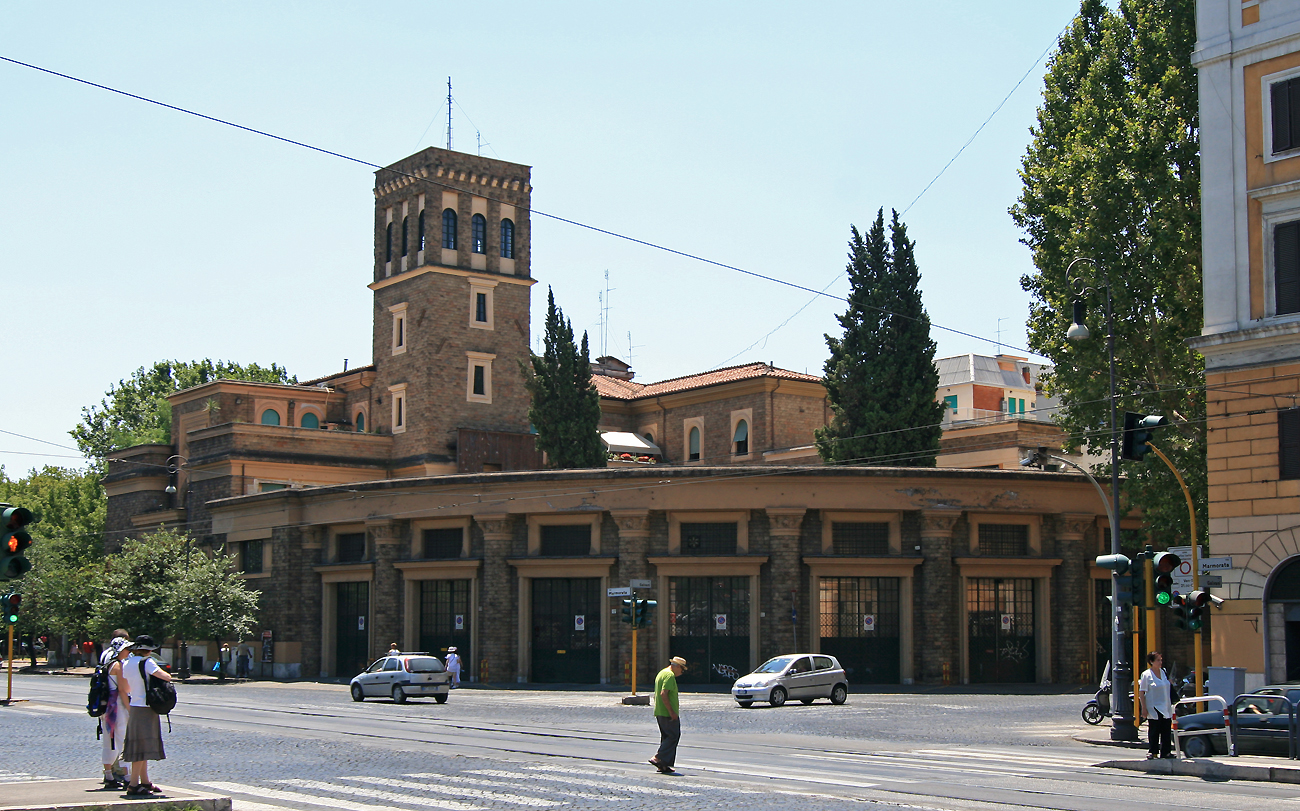
Feuerwache an der Via Marmorata, Testaccio, Rom
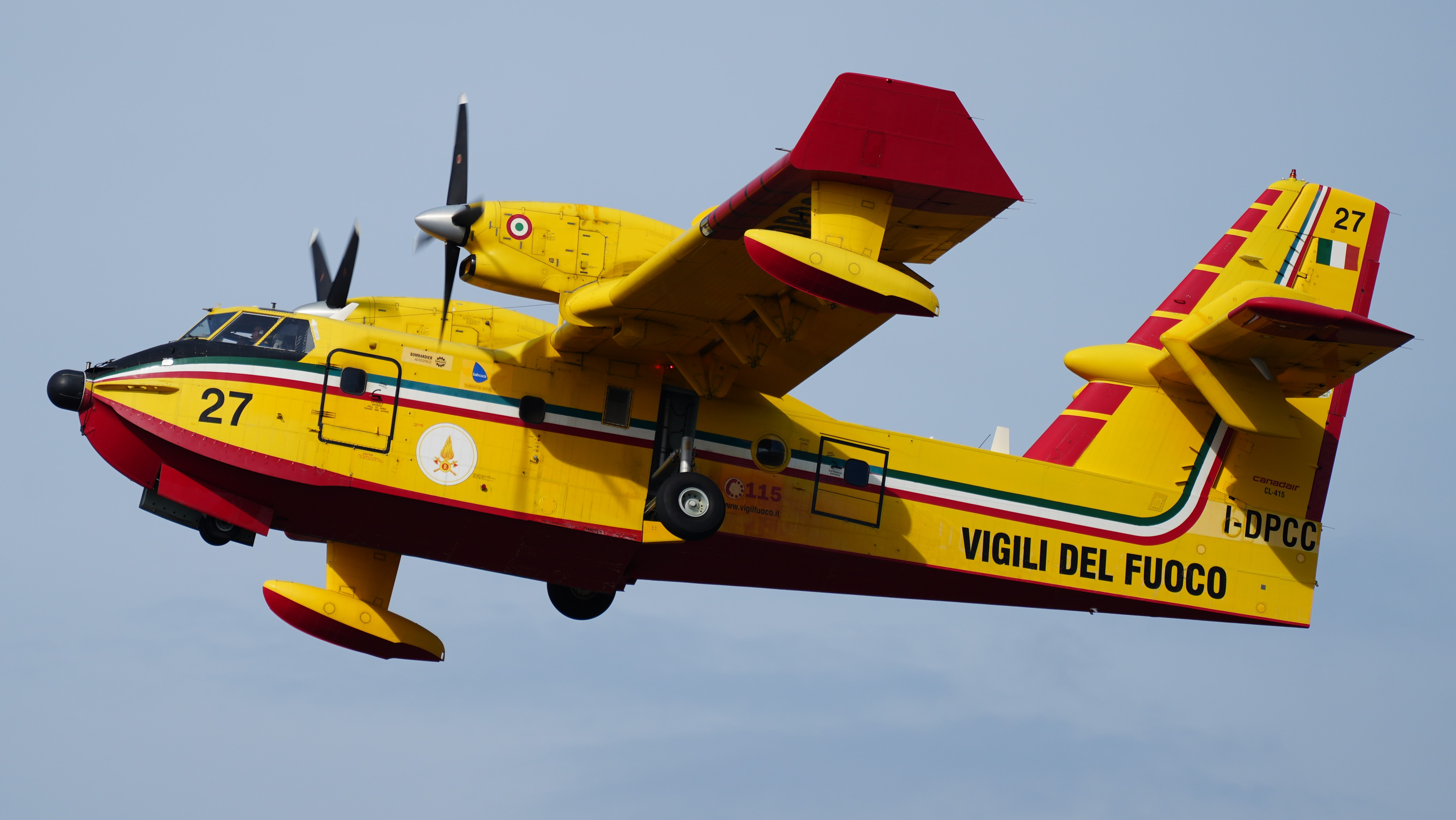
Löschflugzeug der Vigili del Fuoco
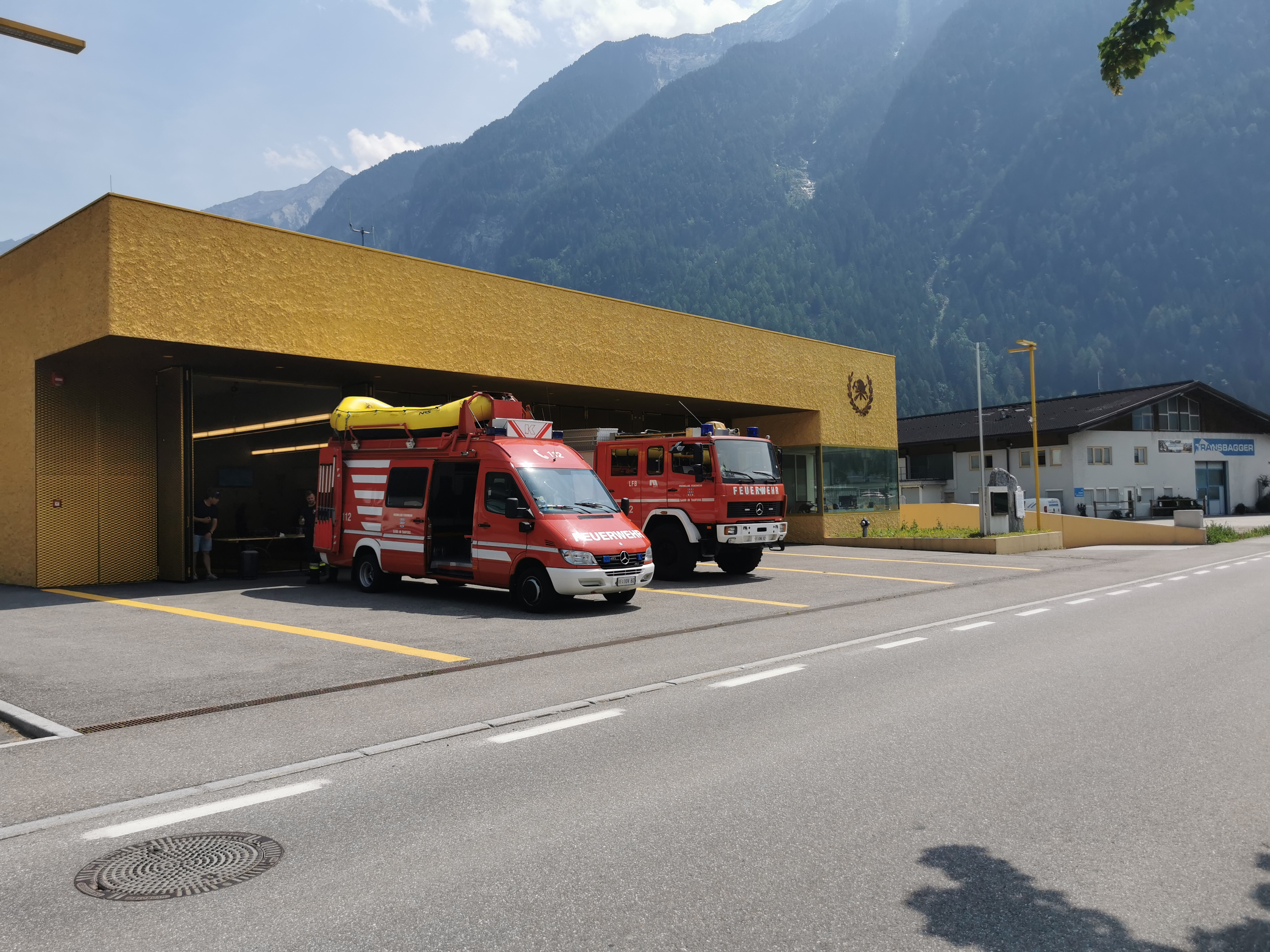
Feuerwache Taufers (Südtirol)